# 堤厄斯忒斯
堤厄斯忒斯（Thyestes，希臘文：Θυέστης）是希臘神話中的一個人物。他是佩羅普斯之子，與兄弟阿特柔斯因殺害異母兄弟厄利斯的克律西波斯而被父親放逐。堤厄斯忒斯與阿特柔斯來到邁錫尼，受到國王歐律斯透斯的招待。歐律斯透斯離城迎擊赫拉克勒斯後裔，將邁錫尼交給兄弟兩人管理。
堤厄斯忒斯與阿特柔斯的妻子埃洛普通有私情；埃洛普把阿特柔斯送給她的金羊肉（邁錫尼王位的象徵）獻給堤厄斯忒斯，阿特柔斯發現後大怒，殺死了堤厄斯忒斯的兒子們並把他們烹煮成人肉給堤厄斯忒斯食用。發現吃了自己的親生兒子，堤厄斯忒斯向神諭乞求報仇的方法。
根據神諭，堤厄斯忒斯與自己女兒所生的兒子將殺死阿特柔斯，於是堤厄斯忒斯喬裝成盜賊強姦了女兒佩羅匹婭；不久後埃癸斯托斯出生，恥辱的佩羅匹婭將他遺棄荒原。一名牧羊人發現了這名嬰兒，把他獻給邁錫尼國王阿特柔斯。埃癸斯托斯成年後，堤厄斯忒斯來到邁錫尼向他揭露他的真實身世，埃癸斯托斯於是殺死阿特柔斯，將王國獻給自己的父親。